# Praia de Pontal da Almas
Pontal das almas é um praia brasileira localizada na cidade de Barroquinha no estado do Ceará. Esta localizada a 447 km de Fortaleza, sendo a última praia do litoral cearense antes da fronteira com o Piauí.
Da praia é possível visualizar o município de Cajueiro da Praia, no estado vizinho. Na praia desembocam os rios Timonha, Ubatuba, Chapada, Carapinas e Camelo que formam uma baía cercada por manguezais e dunas.